# Шаоу
Шаоу́ (кит. упр. 邵武, пиньинь Shàowǔ) — городской уезд городского округа Наньпин провинции Фуцзянь (КНР).

## История
В эпоху Троецарствия, когда эти места входили в состав государства У, здесь был образован уезд Чжаоу (昭武县). После объединения китайских земель в империю Цзинь из-за практики табу на имена, чтобы избежать употребления иероглифа «чжао», которым записывалось личное имя Сыма Чжао, уезд был переименован в Шаоу (邵武县). Во времена империи Суй уезд был в 589 году расформирован, но уже в 592 году воссоздан. В эпоху Пяти династий и десяти царств, когда эти места оказались в составе государства Цзинь, то в 936 году уезд вновь был переименован в Чжаоу, но после того, как эти места перешли в состав государства Хань, уезду в 948 году было возвращено название Шаоу.
Во времена империи Сун в 979 году был создан Шаоуский военный округ (邵武军), власти которого разместились в уезде Шаоу. После монгольского завоевания и образования империи Юань Шаоуский военный округ стал в 1276 году Шаоуским регионом (邵武路). После свержения власти монголов и образования империи Мин «регионы» были переименованы в «управы» — так в 1369 году появилась Шаоуская управа (邵武府). После Синьхайской революции в Китае была проведена реформа структуры административного деления, в ходе которой управы были упразднены, и поэтому в 1912 году Шаоуская управа была расформирована.
После образования КНР в 1949 году был создан Специальный район Цзяньоу (建瓯专区), и уезд вошёл в его состав. В сентябре 1950 года Специальный район Цзяньоу был переименован в Специальный район Цзяньян (建阳专区). В 1956 году Специальный район Цзяньян был присоединён к Специальному району Наньпин (南平专区).
В 1971 году Специальный район Наньпин был переименован в Округ Цзяньян (建阳地区).
В 1983 году уезд Шаоу был преобразован в городской уезд.
Постановлением Госсовета КНР от 24 октября 1988 года власти округа были переведены из уезда Цзяньян в городской уезд Наньпин, и Округ Цзяньян был переименован в Округ Наньпин (南平地区).
Постановлением Госсовета КНР от сентября 1994 года округ Наньпин был преобразован в городской округ.

## Административное деление
Городской уезд делится на 4 уличных комитета, 12 посёлков и 3 волости.